# Copromorpha mesobactris
Copromorpha mesobactris is een vlinder uit de familie Copromorphidae. De wetenschappelijke naam van deze soort is voor het eerst geldig gepubliceerd in 1930 door Meyrick.
De soort komt voor in tropisch Afrika.